# Скала, Кансиньорио делла
Кансиньо́рио де́лла Ска́ла (итал. Cansignorio della Scala, лат. Canisdominus Scaligeri; 5 марта 1340, Верона, Веронская сеньория — 18 (или 19) октября 1375, Верона) — представитель дома Скалигеров, правитель Вероны и Виченцы под именем Кансиньо́рио с 1359 года. Кондотьер.
Сын Мастино II, правителя Вероны и Виченцы и Таддеи Каррарской. Стал правителем, убив старшего брата Кангранде II. Захватив власть, некоторое время правил вместе с другим братом Альбойно II, но вскоре отстранил его от власти и правил единолично. Уделял большое внимание архитектурному убранству Вероны.

## Биография

### Ранние годы
Родился в Вероне 5 марта (или 20 ноября) 1340 года. Он был вторым сыном в семье веронского и виченцского правителя Мастино II и Таддеи Каррарской, дочери падуанского правителя Якопо I Великого. По материнской линии приходился правнуком венецианскому дожу Пьетро Градениго.
Родители назвали его Канфранческо, но он больше был известен современникам под именем Кансиньорио, что является калькой на итальянский язык с латыни слов «пёс Господень» (лат. Canis Dominus). О раннем периоде его жизни сведений не сохранилось. Впервые упоминается в письменном документе от 3 июня 1351 года, после смерти отца, когда, вместе с братьями Кангранде и Паоло Альбойно, Кансиньорио был признан веронцами в качестве судьи и правителя Вероны.
Триумвират Скалигеров носил формальный характер, так как фактически с 1352 года под именем Кангранде II городом правил старший из братьев; двое младших были несовершеннолетними.
В феврале 1354 года, вместе с братьями и некоторыми знатными горожанами, Кансиньорио отправился на свадьбу сестры в германские земли. На время их отсутствия, Кангранде II управление городом доверил бастарду отца, кондотьеру Френьяно. В Больцано братьев настигла весть о том, что Френьяно, поддерживаемый кондотьерами Гульельмо и Федерико Гонзага, провозгласил себя правителем Вероны. Узнав о предательстве, Кангранде II отправился в Виченцу, где из верных ему воинов собрал отряд. Там же к нему присоединились воины, посланные на подмогу родственниками со стороны матери. С ними он вернулся в Верону и жестоко расправился с Френьяно и его сторонниками.

### Убийство брата
Некоторое время между братьями Скалигерами не было разногласий, но когда, ущемляя права младших братьев, Кангранде II решил провозгласить наследниками своих бастардов, Кансиньорио против него устроил заговор. Он знал о привычке старшего брата, ежедневно посещать дом одной из своих любовниц, матери его бастардов, которая жила за церковью Святой Евфимии у реки Адидже. Кангранде ездил к ней верхом на лошади с охраной из двух всадников и нескольких пеших.
В субботу, 14 декабря 1359 года, Кансиньорио увел из конюшни Кангранде лучших лошадей и, вместе с Андриоло Маласпина, Гвальтьеро да Монторио и Джекелино Тедеско да Линдо, спрятав под одеждой оружие, стал поджидать его на дороге к дому любовницы. Когда братья встретились, после короткого обмена репликами, Кансиньорио собственноручно зарезал Кангранде и сразу покинул город. Его опасения о возможном возмездии из-за совершённого братоубийства оказались напрасными, так как, из-за жестокости и развратности, Кангранде II ненавидели все.
В тот же день, 14 декабря, Кансиньорио прибыл сначала в Мантаньяну, а оттуда в Падую к родственникам со стороны матери. Веронцы под именем Альбойно II провозгласили своим правителем его младшего брата. Затем, они отправили в Падую послов с просьбой к Кансиньорио вернуться в город и стать соправителем Паоло Альбойно. Он удовлетворил их просьбу. 16 декабря Кансиньорио вернулся в Верону во главе отряда, предоставленного ему падуанским правителем Франческо I Старым, а 17 декабря 1359 года он снова был признан судьёй и правителем Вероны и Виченцы.

### Правитель Вероны

#### Внешняя политика
В начале правления Кансиньорио отношения Вероны и Милана носили дружественный характер. Так, он удовлетворил просьбу миланского правителя Бернабо Висконти, который был женат на его сестре Беатриче, и отказал в финансовой поддержке его противнику — главе гвельфов Фельтрино Гонзага, чем навлёк на себя неодобрение со стороны римского папы. Но вскоре противникам Милана удалось привлечь на свою сторону правителя Вероны.
В начале 1362 года Кансиньорио отдал в жёны феррарскому правителю Никколо II свою сестру Верде, а 16 апреля 1362 года Верона вступила в Феррарскую лигу, объединившую врагов миланского правителя — папское государство, феррарского правителя Никколо II, мантуанского правителя Гвидо и падуанского правителя Франческо I. Армия Вероны под командованием Франческо Бевилаквы и Джакомо Кавалли успешно действовала против войск миланского правителя в Эмилии и направлении города Брешиа, находя поддержку у местных гвельфов. У Кансиньорио появилась возможность стать правителем Брешии.
Но к середине 1363 года, во многом благодаря дипломатическим усилия Беатриче делла Скала, отношения между Вероной и Миланом снова приобрели дружественный характер, что окончательно подтвердилось при заключении мирного договора в Болонье 13 марта 1364 года.
Отношения Вероны с Мантуей традиционно носили сложный характер. В конце 1367 года Кансиньорио участвовал в заговоре против мантуанского правителя Лудовико Гонзага с целью того отравить. За полгода до этого Мантуя вступила в Витербоскую лигу против Милана.
В апреле 1368 года армия Вероны вторглась на мантуанскую территорию одновременно с армией Милана. Но уже в мае того же года, при поддержке войск императора, Мантуя вторглась на веронскую территорию, а в июле осадила Верону. Вскоре война закончилась без особых последствий для обеих сторон, и Кансиньорио, в качестве имперского викария, сопровождал императора Карла IV по дороге в Рим. С того времени Верона во внешней политике придерживалась нейтралитета.
Отношения Вероны с Венецией были хорошими, прежде всего из-за взаимной выгоды в сфере торговли.

#### Внутренняя политика
Став соправителем брата, Кансиньорио правил фактически единолично. Стремясь упрочить собственную власть, в 1364 году он обвинил Паоло Альбойно в заговоре, а в январе 1365 года заточил того в крепости Пескьера и уничтожил всех его возможных союзников.
Через год после свирепствовавшей в Вероне эпидемии чумы, 6 июня 1363 года он сочетался браком с Агнессой Анжуской, дочерью Карло, герцога Дураццо и Марии Калабрийской. Сыграв свадьбу, Кансиньорио положил в банк во Флоренции пятьдесят шесть тысяч дукатов, которые после смерти правителя Вероны достались его вдове. В этом браке у него родился единственный законный ребёнок — дочь Тарзия. От любовниц Кансиньорио имел незаконнорожденных двух сыновей Бартоломео и Антонио и дочь Лючию.
В правление Кансиньорио в Вероне были построены многочисленные здания и сооружения, за что город был прозван современниками «мраморным». В 1373 году, через два года после начала строительства, им был открыт каменный мост через реку Адидже. Мост был построен архитекторами Джованни да Феррара и Якопо да Гоццо. Строительные работы обошлись казне в тридцать тысяч золотых флоринов. Кансиньорио была построена первая итальянская башня с часами — Торре-дель-Гарделло. Он также перестроил дворец правителей Вероны, значительно его расширив и укрепив. Из источника в Авезе до ворот Святого Георгия в Вероне по его приказу были проложены трубы, по которым в город поступала питьевая вода. Кансиньорио покровительствовал деятелям культуры. Некоторое время при его дворе в Вероне жил поэт Франческо ди Ванноццо.

### Смерть

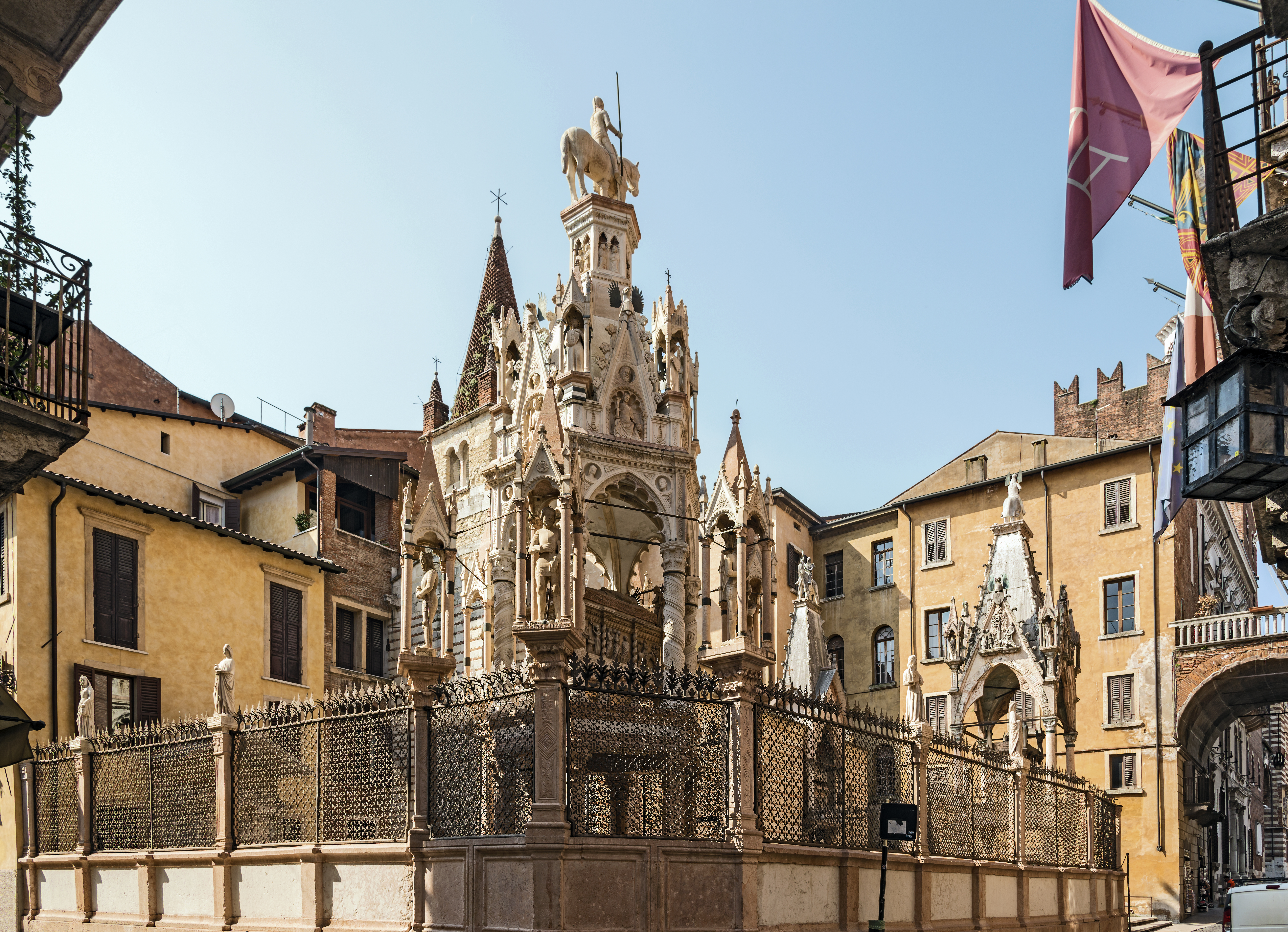
Мавзолей Кансиньорио делла Скала в Вероне

Первые признаки проблем со здоровьем у Кансиньорио появились в 1364 году. Около 1375 года он заказал скульптору Бонино да Кампионе собственную гробницу, заплатив за неё десять тысяч флоринов. Скульптор блестяще справился с работой, и ныне усыпальница Кансиньорио является одной из самых известных гробниц дома Скалигеров в Вероне. Затем Кансиньорио провозгласил наследниками своих бастардов — пятнадцатилетнего Бартоломео и тринадцатилетнего Антонио, назначив регентами при них Гульельмо Бевилакву и Томмазо Пеллигрини.
После его смерти, сыновья под именем Бартоломео II и Антонио стали правителями Вероны и Виченцы. Находясь на смертном одре, Кансиньорио приказал обезглавить своего младшего брата Паоло Альбойно, который по его приказу уже десять лет находился в заключении.
Сам он скончался 18 октября 1375 года. Кансиньорио был последним законнорожденным правителем Вероны и Виченцы из дома Скалигеров.